# Coppa dei Caraibi 2005
La Coppa dei Caraibi 2005 (Digicel Caribbean Cup 2005) fu la diciannovesima edizione della Coppa dei Caraibi (la tredicesima con la nuova denominazione), competizione calcistica per nazione organizzata dalla CFU. La competizione si svolse alle Barbados dal 20 febbraio al 24 febbraio 2005 e vide la partecipazione di quattro squadre: Barbados, Cuba, Giamaica e Trinidad e Tobago. Il torneo valse anche come qualificazione per la CONCACAF Gold Cup 2005.
La CFU organizzò questa competizione come CFU Championship dal 1978 al 1988; dal 1989 al 1990 sotto il nome di Caribbean Championship; dall'edizione del 1991 a quella del 1998 cambiò nome e divenne Shell Caribbean Cup; le edizioni del 1999 e del 2001 si chiamarono Caribbean Nations Cup; mentre dal 2005 al 2014 la competizione si chiamò Digicel Caribbean Cup; nell'edizione del 2017 il suo nome è stato Scotibank Caribbean Cup.

## Formula
- Qualificazioni

Barbados (come paese ospitante) è qualificato direttamente. Rimangono 29 squadre per 3 posti disponibili per la fase finale. Le qualificazioni si dividono in due turni:
Prima fase - 10 squadre, giocano playoff di andata e ritorno, le vincenti accedono alla seconda fase.
Seconda fase - 24 squadre, divisi in 6 gruppi, giocano partite di sola andata, le prime e le seconde classificate si qualificano alla terza fase.
Terza fase - 12 squadre, giocano playoff di andata e ritorno, le tre vincenti si qualificano alla fase finale.
- Fase finale

4 squadre, giocano partite di sola andata. La prima classificata si laurea campione CFU. La prima, la seconda e la terza classificata si qualificano alla fase finale della CONCACAF Gold Cup 2005.

## Squadre partecipanti
| Pr. | Squadra           | Data di qualificazione certa | Partecipante in quanto                                         | Partecipazioni precedenti al torneo                                                                       | Ultima presenza        |
| --- | ----------------- | ---------------------------- | -------------------------------------------------------------- | --- | ---------------------- |
| 1   | Barbados          | -                            | Rappresentativa della nazione organizzatrice della fase finale | 5 (1985, 1989, 1990, 1994, 2001)                                                                          | Trinidad e Tobago 2001 |
| 2   | Giamaica          | 15 gennaio 2005              | Vincente del secondo turno della terza fase di qualificazione  | 10 (1990, 1991, 1992, 1993, 1995, 1996, 1997, 1998, 1999, 2001)                                           | Trinidad e Tobago 2001 |
| 3   | Trinidad e Tobago | 16 gennaio 2005              | Vincente del secondo turno della terza fase di qualificazione  | 17 (1978, 1979, 1981, 1983, 1988, 1989, 1990, 1991, 1992, 1993, 1994, 1995, 1996, 1997, 1998, 1999, 2001) | Trinidad e Tobago 2001 |
| 4   | Cuba              | 16 gennaio 2005              | Vincente del secondo turno della terza fase di qualificazione  | 6 (1991, 1992, 1995, 1996, 1999, 2001)                                                                    | Trinidad e Tobago 2001 |

Nella sezione "partecipazioni precedenti al torneo", le date in grassetto indicano che la nazione ha vinto quella edizione del torneo, mentre le date in corsivo indicano la nazione ospitante.

## Fase finale

### Gruppo unico
| Arbitro: | Callender |

|                          |           |            |
| Shelton 13’ Williams 35’ | Marcatori | 37’ Pierre |

| Arbitro: | Prendergast |

|  |           |                                 |
|  | Marcatori | 24’ 71’ Moré 90’ Maikel Galindo |

| Arbitro: | Lancaster |

|          |           |              |
| Glen 13’ | Marcatori | 23’ 47’ Moré |

| Arbitro: | Brizan |

|  |           |             |
|  | Marcatori | 8’ Williams |

| Arbitro: | Brizan |

|  |           |             |
|  | Marcatori | 48’ Shelton |

| Arbitro: | Prendergast |

|                     |           |                            |
| Forde 32’ Lucas 86’ | Marcatori | 11’ Smith 30’ Glen 84’ Eve |

| Pos | Squadra           | P.ti | G | V | N | P | GF | GS | DR |
| --- | ----------------- | ---- | - | - | - | - | -- | -- | -- |
| 1   | Giamaica          | 9    | 3 | 3 | 0 | 0 | 4  | 1  | +3 |
| 2   | Cuba              | 6    | 3 | 2 | 0 | 1 | 5  | 2  | +3 |
| 3   | Trinidad e Tobago | 3    | 3 | 1 | 0 | 2 | 5  | 6  | -1 |
| 4   | Barbados          | 0    | 3 | 0 | 0 | 3 | 2  | 7  | -5 |

Giamaica, Cuba e Trinidad e Tobago qualificati alla CONCACAF Gold Cup 2005.

## Statistiche

### Classifica marcatori
4 reti
- Léster Moré

2 reti
- Luton Shelton
- Andy Williams
- Cornell Glen

1 rete
- Michael Forde
- Ryan Lucas
- Maikel Galindo
- Angus Eve
- Nigel Pierre
- Conrad Smith